# Walter Tournier
 Walter Tournier  es un director y guionista de cine que nació en Uruguay el 14 de julio de 1944 y se dedica al cine de animación.

## Su relación con el arte
Estudió Arquitectura en la Universidad de la República y Arqueología en la Universidad Nacional de San Marcos, Perú, y tiene afición a la escultura. Además de sus producciones de cine animado dictó numerosos seminarios y talleres específicos de animación en Ecuador, Uruguay, Italia, Colombia, Argentina, Perú y Alemania y ha recibido un Premio Príncipe Claus en 2002 y diversos premios en Festivales Internacionales de España, Francia, Suiza, Perú, Cuba, Uruguay, Argentina, Venezuela, Estados Unidos, Irán, Brasil, Alemania, etc.
Su cortometraje El jefe y el carpintero (2000) obtuvo los siguientes premios:
- 1° Festival Internacional del Audiovisual para la Niñez y la Adolescencia de La Habana y Guantánamo, Cuba (2004).
- XXVII Jornada Internacional de Cinema de Bahía, Brasil. Tatú de oro mejor video de animación (2001).
- Festival Internacional de Cine para Niños de Mar del Plata, Argentina. Barrilete de oro y Barrilete de plata.
- Segundo Encuentro Latinoamericano de Televisión, Uruguay. Mejor producción latinoamericana para niños.
- Primer Concurso de Video Uruguayo, Uruguay. Gran premio Dr. Héctor Garbarino y Mejor cortometraje de animación.
- Festival Divercine, Uruguay. Mejor Corto, Mejor Película Latinoamericana, Premio UNESCO y Premio del jurado de niños (2000).
- Premio Morosoli de Plata - Artes Escénicas-Imagen en Movimiento, (Fundación Lolita Rubial), Minas, Uruguay (2000).

El cortometraje Caribbean Christmas (2001) por su parte, fue galardonado con estos premios:
- 1° Festival del Audiovisual para la niñez y la Adolescencia de La Habana, Cuba. Premio jurado de niños y niñas (2004).
- VII Festival de cine Infantil de Guyana. Mejor película, Mejor dirección y Mejor fotografía (2003).
- Festival Iberoamericano de Televisión Infantil Prix Jeunesse, Chile. Primer premio categoría Ficción de 6 a 11 años (2002).
- XX Festival Internacional de Cine del Uruguay. Premio mejor cortometraje animado, Premio UNESCO, Premio mejor cortometraje, Jurado de Niños de Plan DENI y Premio de público infantil (2001).
- Festival Internacional del Nuevo Cine Latinoamericano, Cuba. Segundo Premio Coral de Animación (2001).

En 2012 estrenó Selkirk, el verdadero Robinson Crusoe, su primer largometraje de animación.
En 2024 recibió el Premio Morosoli de oro.

## Filmografía
Director
- Selkirk, el verdadero Robinson Crusoe (2012) Animación Stop Motion. Largometraje, 80’, 35mm. Uruguay, Argentina, Chile.
- Tonky II (2009) Animación Stop Motion. Segunda Serie de 13 capítulos de 1´30” cada uno. Uruguay.
- La cama (2009) Animación Stop Motion. 1’. Uruguay.
- La canilla perfecta (2008) Animación Stop Motion. 7´30” y 4 de 1´30”. Uruguay.
- Tonky I (2007) Animación Stop Motion. Serie de 13 capítulos de 1´30” cada uno. Uruguay.
- Queremos vivir (2005)
- Derechos del niño (2004-2007) Animación Stop Motion. 11 capítulos de 1´ cada uno, video. Uruguay.
- Carta democrática (2003) Animación 2D. 4´, video.
- A pesar de todo (2003) Animación Stop Motion. 6´, 35mm. Uruguay.
- Tachuela, Varilla y Lechuga (2003) Animación 2D. 4´. Uruguay.
- Yo quiero jugar (2003)
- Yo quiero que me quieran (2003)
- Es mi familia (2002)
- Yo quiero participar (2002)
- Yo soy (2002)
- Caribbean Christmas (2001) Animación Stop Motion. 24 minutos. Gales-Uruguay.
- El jefe y el carpintero (2000) Cortometraje de 13 minutos. Animación Stop Motion. 13´, capítulo de la serie “Cuentos Animados del Mundo”. Gales-Uruguay.
- Yo quiero (2000)
- Octavio Podesta (1998) Documental. Uruguay.
- Los Tatitos (1997-2001) Animación Stop Motion. 22 capítulos de 1´15” cada uno. Uruguay.
- El siglo del viento (1998) Documental-Títeres (dirección de la parte de títeres), video de Fernando Birri. Uruguay-Alemania.
- La rambla montevideana (1992) Documental.
- Los escondites del sol (1990) Animación Stop Motion y 2D. 4´, 35mm. Uruguay.
- Nuestro pequeño paraíso (1983)
- El cóndor y el zorro (1979)

Departamento de Animación
- Queremos vivir  (2005)
- Tachuela, Varilla y Lechuga  (2003)
- Yo quiero jugar  (2003)
- Yo quiero que me quieran  (2003)
- Es mi familia  (2002)
- Yo quiero participar  (2002)
- Yo soy  (2002)
- Yo quiero Anuncio de bien público sobre los derechos del niño (2000)
- Animation Has No Borders  (1986)
- Los cuentos de Don Verídico (1986) Marioneta y Animación Stop Motion. 4 capítulos de 7´, video. Uruguay.
- Nuestro pequeño paraíso  (1983) Animación Stop Motion. 10´, 35mm. Perú.
- El clavel desobediente (1981) Títeres y animación. 10´, 35mm. Perú.
- El cóndor y el zorro  (1979) Animación Papel recortado. 10´, 35mm. Perú.
- En la selva hay mucho que hacer (1974) Animación Papel recortado. 17´, 35mm. Uruguay.

Guionista
- Queremos vivir (2005)
- A pesar de todo (2003)
- Yo quiero jugar (2003)
- Yo quiero que me quieran (2003)
- Es mi familia (2002)
- Yo quiero participar (2002)
- Yo soy (2002)
- Caribbean Christmas (2001)
- Octavio Podesta (1998)
- Nuestro pequeño paraíso (1983)

Productor
- A pesar de todo (2003)
- Nuestro pequeño paraíso (1983)

Director de fotografía
- Nuestro pequeño paraíso (1983)
- El cóndor y el zorro  (1979)

Editor
- Nuestro pequeño paraíso (1983)

Dirección y diseño de títeres
- El siglo del viento dirigida por Fernando Birri (1998).

## Televisión
Director
- Los Tatitos (1997) miniserie de 15 capítulos de 1’15” cada uno (animación).